# Arazatí
La zona de Arazatí está ubicado en el departamento de San José a unos 92 km de Montevideo. Se puede acceder por el km 72 de la ruta 1 en la localidad de Rafael Perazza  y el km 77 de la misma ruta en la localidad de Rincón del Pino.

## Geografía
Está ubicado entre la desembocadura del arroyo del Sauce y el arroyo Pavón, ocupando unos  12 km aproximados de extensión (de los 714 km que tiene la costa uruguaya).  La costa está bañada por las aguas del Río de la Plata. En donde, además,  se pueden encontrar las barrancas formadas por areniscas y arcillas, que le dan un final abrupto a la playa y lo cual dificulta el acceso a ella.
La playa es llana y se caracteriza por su tranquilidad, debido a que no posee puestos de ventas ni gran concentración de población.
Más allá de eso, es considerado uno de los lugares con mejores paisajes en las zonas costeras del departamento.

## Arqueología y economía
Se han encontrado gran variedad de objetos arqueológicos, principalmente lo que tiene que ver con instrumentos utilizados por los indígenas como lanzas y boleadoras, entre otros.
En los últimos años se ha podido observar claramente el retroceso de las barrancas hasta tal punto que ha llegado a desmoronar parte del camino que recorre la playa.
Dentro de las actividades económicas que podemos encontrar la agricultura ocupa grandes extensiones, a medida que recorremos la ruta para llegar al balneario se puede observar desde plantaciones de papa, soja y maíz (principalmente en verano), hasta quinta de cítricos.
También encontramos la industria forestal Arazati S.A con sus montes de pinos, eucaliptos principalmente.

## Proyecto Neptuno
El Proyecto Neptuno, también conocido como Proyecto Arazatí, es un proyecto de desarrollo de infraestructura hídrica en Arazatí, en el departamento de San José, Uruguay.En 2020, un consorcio de empresas denominado "Aguas de Montevideo" presentó un proyecto para la realización de una planta potabilizadora de agua tomada del Río de la Plata en la zona de Arazatí, para abastecer la demanda de agua potable de Montevideo y su área metropolitana.
El gobierno y la empresa de agua estatal OSE aceptaron la propuesta. En noviembre de 2022, OSE llamó a una licitación para la construcción de la planta potabilizadora, ya que el proyecto supondría una inversión superior a 200 millones de dólares. El 15 de noviembre de 2022 el presidente Luis Lacalle Pou anunció en conferencia de prensa la aprobación del proyecto Neptuno. El proyecto fue finalmente licitado al consorcio denominado “Aguas de Montevideo”, compuesto por las empresas Berkes, SACEEM, CIEMSA y FAST.
El proyecto tomaría agua del Río de La Plata, con el objetivo de aportar aproximadamente un 30% del volumen de agua potable para la zona metropolitana.El proyecto también contempla la construcción de un pólder o laguna artificial,con una capacidad de 4.0 hectómetros cúbicos.Inicialmente, se anunció como uno de los proyectos de inversión de agua potable más grandes en los últimos 150 años.
Desde sus inicios, la iniciativa generó un conflicto ambiental. Hay tres ejes principales de debate en el conflicto. Por un lado, existe un debate sobre el impacto ambiental de la construcción de la planta. Hay una disputa entre OSE y la comunidad científica perteneciente a la  Universidad de la República sobre la forma más eficiente y adecuada de proveer de agua potable a la población de la zona metropolitana.Por último, hay una discusión alrededor de los términos del contrato entre el consorcio privado y la empresa estatal OSE.